# Pižma (Oblast' di Nižnij Novgorod)
Pižma (in russo Пижма?) è un insediamento operaio della Russia europea centro-orientale, situato nel Tonšaevskij rajon dell'oblast' di Nižnij Novgorod.
Si trova 277 km a nord-est di Nižnij Novgorod e 16 km a ovest di Tonšaevo.